# 蒂貝里奥·瓜倫特
蒂貝里奥·瓜倫特（義大利語：Tiberio Guarente；1985年11月1日—）是一位意大利足球運動員。在場上的位置是中場。他現在效力於意大利足球甲級聯賽球隊恩波利足球俱樂部。他代表意大利參加了2008年土倫杯。